# Публій Ліциній Красс (консул 97 до н. е.)
Пу́блій Ліци́ній Красс (лат. Publius Licinius Crassus), також відомий як Публій Ліциній Красс Дів (лат. Publius Licinius Crassus Dives, ? — 87 до н. е.) — політичний, державний та військовий діяч Римської республіки, консул 97 року до н. е.

## Життєпис
Походив з впливового плебейського роду Ліциніїв. Син Марка Ліцинія Красса Агеласта. 
Спочатку не цікавився політичними справами, а більше уваги приділяв накопиченню багатств, звідси його агномен Дів. Спершу був фінансовим відкупником у Нарбонській Галії. Відчувши свій майновий стан достатнім, розпочав кар'єру державця. У 102 році до н. е. став еділом, а вже у 97 році до н. е. його обрано консулом разом з Гнеєм Корнелієм Лентулом. За його ініціативи було прийнято закон щодо заборони людських жертвопринесень та займання магією.  Він також був автором закону, яким регулювалися витрати на харчі.
У 97—93 роках до н. е. керував провінцією Дальня Іспанія. Тут успішно воював проти лузітан, яких вдалося здолати. За це отримав тріумф.
У 90 році до н. е. був легатом Луція Юлія Цезара під час Союзницької війни. Зазнав невдачі в Луканії. У 89 році його обрано цензором разом з колишнім начальником. Під час їхнього цензорства був проведений закон про заборону іноземних вин та мазій. З початком протистояння між Луцієм Корнелієм Суллою та Гаєм Марієм спочатку не підтримував жодного.
У 87 році до н. е. був у війську Гнея Октавія, воював проти Гая Марія й Луція Корнелія Цинни. Зазнав поразки й того ж року наклав на себе руки після взяття Риму Марієм у 87 році до н. е.

## Родина
Дружина — Венулія
Діти:
- Публій Ліциній Красс (д/н—89 рік до н. е.)
- Луцій Ліциній Красс (д/н—87 рік до н. е.), страчено за наказом Гая Марія
- Марк Ліциній Красс (115 — 53 до н. е.), триумвір